# Парковый проспект (Пермь)
Проспе́кт Па́рковый — дорога в Дзержинском районе Перми, центральная улица микрорайона Парковый.
Основан в 1975 году на месте существовавшей ранее улицы Переселенческая. Первоначально носил название проспект Ворошилова в честь Климента Ефремовича Ворошилова, военного и государственного деятеля СССР. Современное название было присвоено ему 20 июля 1989 года решением № 181.

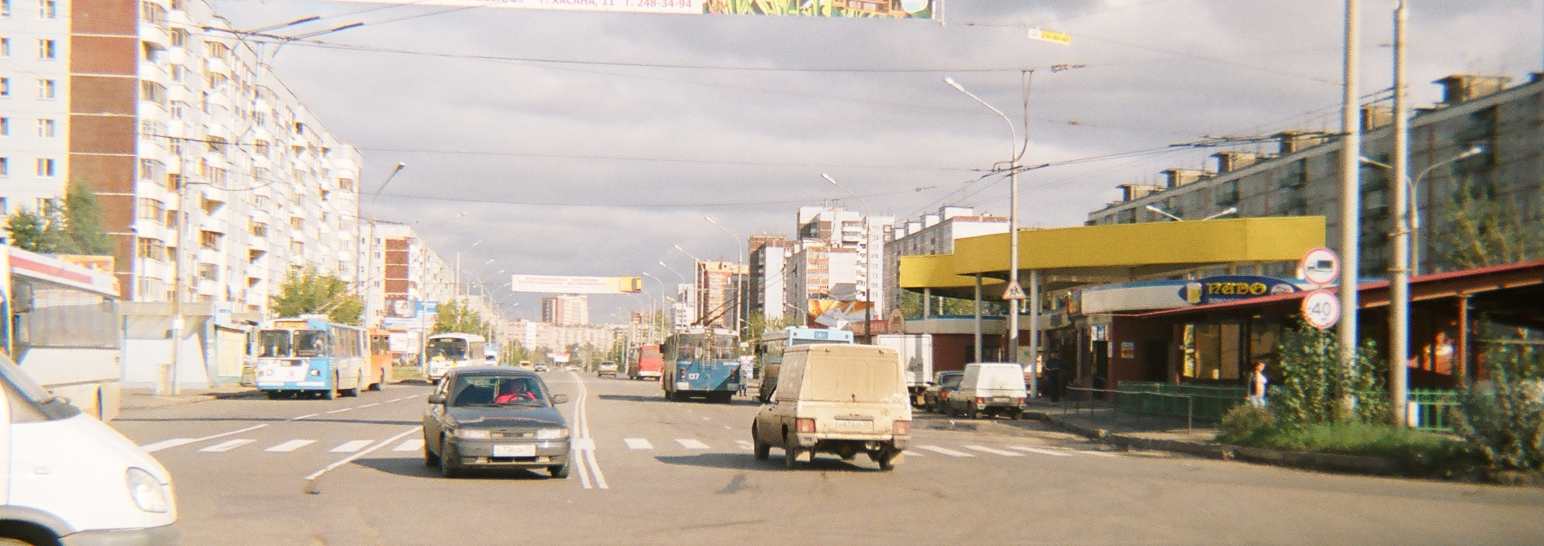
Начало проспекта. Справа — остановка «Микрорайон Парковый»

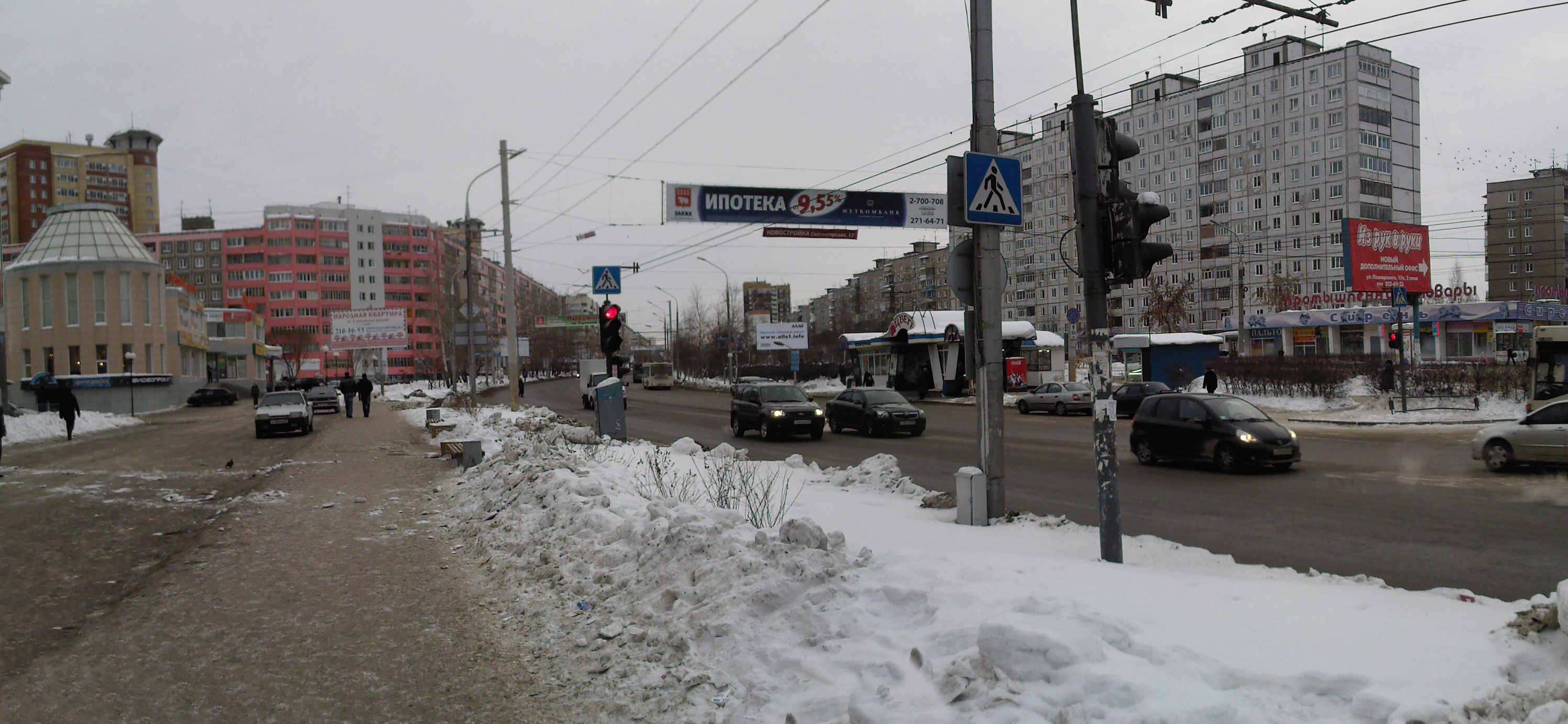
Проспект Парковый зимой.

Проспект начинается на правом берегу реки Мулянка и развивается в восточном направлении, параллельно Каме. Длина проспекта — 2,6 км. Его пересекают улицы:

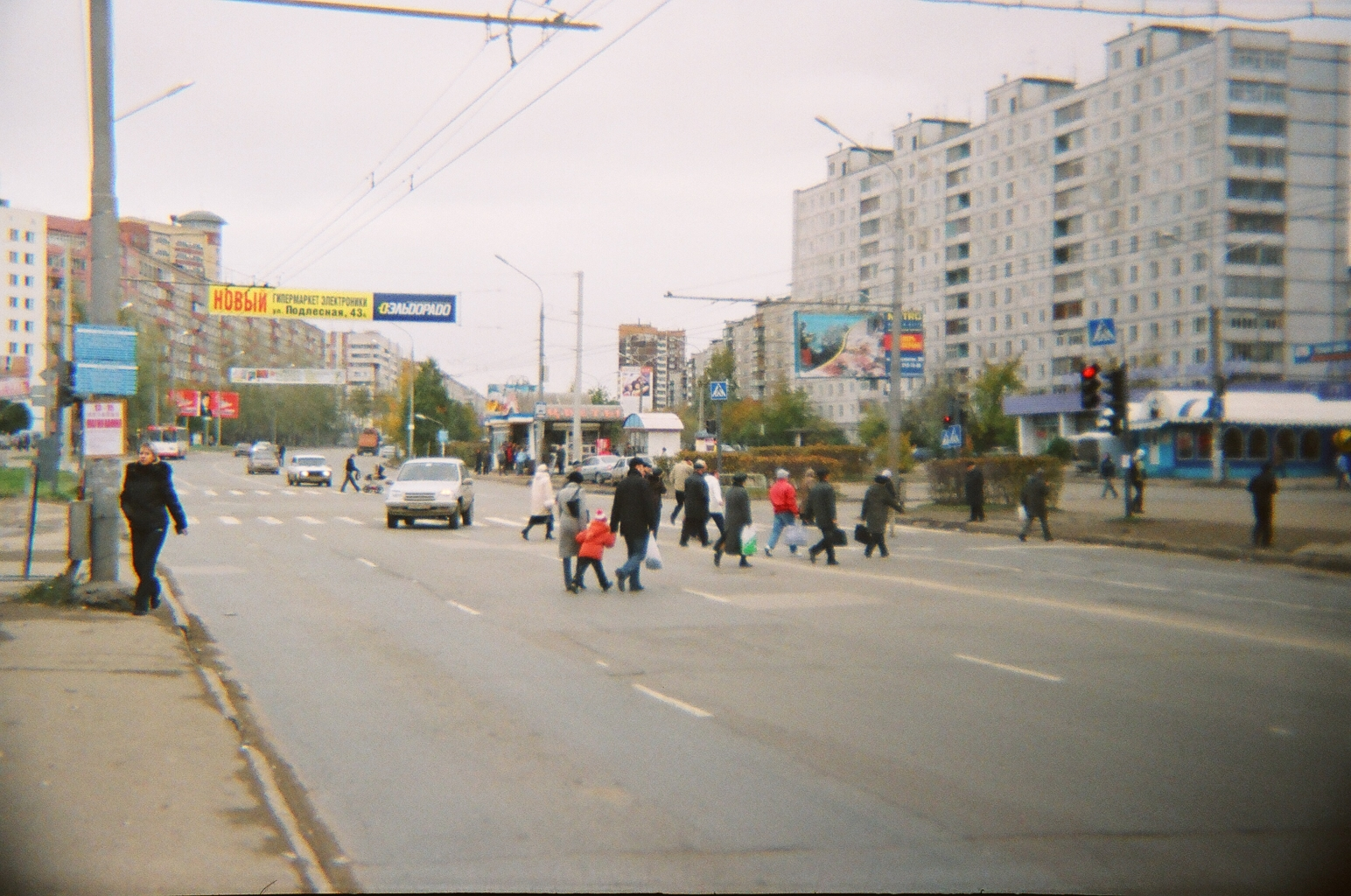
Перекрёсток проспекта и улицы Пожарского

- улица Куфонина;
- улица Желябова;
- улица Комиссара Пожарского;
- улица Зои Космодемьянской;
- улица Углеуральская.

## Транспорт
По проспекту Парковому проходят автобусные маршруты № 11, 12, 14, 30, 47, 50, 54, 64, 67, 74. Они обеспечивают прямую транспортную связь с Кировским районом и правобережной частью Дзержинского района, центром Перми, а также микрорайонами Хмели, Верхние Муллы, Заостровка, Садовый, Крохалева и Владимирский.
В 2025 году планируется объединить автобусные маршруты № 19 и 30.
В генеральном плане Перми запланировано строительство трамвайной линии на проспекте Парковом. Сроки возможного строительства власти не называют. В 2024 году был построен тоннель под Транссибирской железной дорогой в створе улицы Углеуральская, по которому в будущем пройдёт трамвайная линия до проспекта Паркового.
На проспекте Парковом расположены следующие остановки общественного транспорта (с запада на восток):
- Микрорайон Парковый;
- Улица Желябова;
- Улица Комиссара Пожарского;
- Проспект Парковый.

До 2019 года по проспекту проходила троллейбусная линия, работа которой была остановлена при полном прекращении работы троллейбусов в Перми.